# Humberto Machado
Humberto do Carmo Alves Machado (Angola, Novembro de 1917 — Angola, 23 de março de 1992) foi um engenheiro florestal e político angolano.
Filho de Domingos José Alves Machado e de Balbina Domingos Machado, nasceu em novembro de 1917. Era irmão de Ilídio Machado e de Américo Alves Machado, importantes lideranças nacionalistas angolanas.
Mudou-se para Portugal para estudar engenharia florestal (ou engenharia silvícola) na Universidade de Lisboa. Na capital portuguesa, juntamente com sua primeira esposa Júlia Camarinhas, torna-se o principal fundador e incentivador do Clube Marítimo Africano, entidade recreativa-desportiva que também servia como centro de debates acerca do problema colonial, elemento importante para burlar a vigilância dos serviços secretos portugueses e evitar a interceptação de correspondências. Juntamente com seu irmão Ilídio, mantém um relevante serviço clandestino de correspondências entre os nacionalistas em Angola e os nacionalistas na diáspora, vital para organizar a luta anticolonial.
Colabora, em seguida, na fundação e organização do Centro de Estudos Africanos (CEA) e depois do Movimento Anticolonial (MAC), deste cuja direção inicial fez parte, em conjunto com Agostinho Neto, Amílcar Cabral, Marcelino dos Santos, Guilherme Espírito Santo, Noémia de Sousa, Mário Pinto de Andrade e Lúcio Lara. É Machado que serve como elemento de ligação entre todos os nomes de liderança do MAC, portanto a figura operacional inicial da organização. Curiosamente, foi por frequentar a casa de Machado, onde ocorriam algumas reuniões do Marítimo, e depois do próprio MAC, que Agostinho Neto conheceu Maria Eugénia Neto.
Na fundação do Movimento Popular de Libertação de Angola (MPLA), torna-se um dos signatários-fundadores do Manifesto de 1956, sendo designado como um dos conselheiros políticos do partido. Tem como tarefa inicial a cooptação de novos membros para a agremiação, ficando como responsável de garantir que o já relevante nome nacionalista de Joaquim Pinto de Andrade filie-se e também seja signatário-fundador do MPLA.
Após formado, passa a ser um dos funcionários da Direção-Geral dos Serviços Florestais e Aquícolas, chegando a produzir estudos e materiais técnicos sobre as espécies florestais nativas do distrito de Castelo Branco.
Quando Angola torna-se independente, passa a exercer carreira como engenheiro silvícola no Ministério da Agricultura do país. Chega a servir como Vice-Ministro da Agricultura de Angola e como Secretário de Estado para os Recursos Florestais nas décadas de 1970 e 1980, nesta última função como primeiro elaborador das políticas ambientais de Angola.
Após retirar-se do serviço na Secretaria de Estado para os Recursos Florestais, trabalhou como Vice-Diretor da Liga Angolana de Amizade e Solidariedade com os Povos (LAASP). Esteve também a serviço do MPLA de 1975 até seu falecimento.
Humberto Machado morreu em 23 de março de 1992. Na data de sua morte, estava trabalhando para o MPLA na escrita de uma biografia de Agostinho Neto.

## Obras
- Um caso de inventariaçäo florestal: contribuiçäo para o estudo dendrométrico dos pinhais do Concelho da Sertä Lisboa. Direcçäo Geral dos Serviços Florestais e Aquícolas, 1960.[11]